# Invisible places
Invisible places is het derde studioalbum van Presto Ballet. Het album liet een nieuwe samenstelling van de band zien. Lang hield die samenstelling niet stand, de speciaal voor dit album aangetrokken drummer vertrok als snel. 

## Musici
- Kurdt Vanderhoof – gitaar, mellotron, baspedalen
- Ronny Munroe – zang, akoestische gitaar
- Kerry Shacklett – toetsinstrumenten waaronder hammondorgel, en clavinet
- Bobby Ferkovich – basgitaar

Met
- Henry Ellwood – slagwerk

## Muziek
Alle door Vanderhoof/Munroe

| Nr. | Titel                 | Duur  |
| --- | --------------------- | ----- |
| 1.  | Between the lines     | 7:11  |
| 2.  | The puzzle            | 7:48  |
| 3.  | Sundancer             | 8:40  |
| 4.  | Of grand design       | 12:00 |
| 5.  | One perfect moment    | 5:12  |
| 6.  | All in all            | 8:05  |
| 7.  | No end to a beginning | 12:26 |